# John Jacob Abel
John Jacob Abel (n. 19 mai 1857 - d. 26 mai 1938) a fost un important biochimist și farmacolog american. Este cunoscut pentru izolarea epinefrinei (denumită ulterior adrenalină) în 1898, apoi a insulinei sub formă cristalină și pentru izolarea din sânge a aminoacizilor. A fost fondator și editor al Journal of Pharmacology and Experimental Therapeutics (1909–1932).